# Arkadi Anatoljewitsch Bartow
Arkadi Anatoljewitsch Bartow (Аркадий Анатольевич Бартов; Arkadij Bartov; eigentl.: Arkadi Schejnblat; * 18. Dezember 1940 in Leningrad; † 20. April 2010 in Sankt Petersburg) war ein russischer Dramatiker und Prosaautor.

## Leben
Bartow studierte angewandte Mathematik und war Leiter eines EDV-Zentrums und Radiokorrespondent. Seine ersten Werke erschienen Ende der 1970er Jahre in der Sowjetunion im Samisdat. Ab 1985 erschienen mehrere Bücher mit Prosaminiaturen und Erzählzyklen. Sprechakte war in Deutschland im Februar 2000 Hörspiel des Monats.

## Hörspiele in Deutschland
- 2000: Sprechakte (Ein- und zweiteilige Fassung) – Regie: Christiane Ohaus (Original-Hörspiel – Radio Bremen/Holger Rink)
  - Auszeichnungen: Hörspiel des Monats Februar 2000 und lobende Erwähnung bei der Woche des Hörspiels in Berlin 2000.
- 2006: Die Kostbarkeiten des Sternenhimmels. Oder kurze Bekanntschaft zwischen Iwan Wasiljewitsch Mersljekow und Antonina I. Tupouchina – Regie: Christiane Ohaus (Originalhörspiel – RB)
- 2007: Wie das Leben so ist – Regie: Stefan Dutt (Originalhörspiel – Deutschlandradio)